# Petra Mitterstieler
Petra Mitterstieler (1979) è un'ex sciatrice alpina italiana.

## Biografia
Specialista delle prove tecniche attiva dal gennaio del 1995, in Coppa Europa la Mitterstieler esordì il 7 dicembre 1997 a Piancavallo in slalom speciale (37ª), ottenne il miglior piazzamento il 9 febbraio 1999 ad Abetone nella medesima specialità (13ª) e prese per l'ultima volta il via il 15 marzo 2000 a See ancora in slalom speciale, senza completare la gara. Si ritirò all'inizio della stagione 2001-2002 e la sua ultima gara fu uno slalom speciale FIS disputato il 20 dicembre a Plose/Monte Fana; non debuttò in Coppa del Mondo né prese parte a rassegne olimpiche o iridate.

## Palmarès

### Coppa Europa
- Miglior piazzamento in classifica generale: 127ª nel 1999 e nel 2000

### Campionati italiani
- 1 medaglia:
  - 1 argento (combinata nel 1999[1])